# Prince of Persia : Les Sables du Temps Remake
Prince of Persia : Les Sables du Temps Remake (Prince of Persia: The Sands of Time Remake en version originale) est un jeu vidéo de plates-formes et d'action développé par Ubisoft Montréal et Ubisoft Pune et édité par Ubisoft. Il est annoncé lors de l'Ubisoft Forward de septembre 2020. Le jeu fait partie de la franchise Prince of Persia et est un remake de Prince of Persia : Les Sables du Temps.
Le jeu est initialement développé par Ubisoft Pune et Ubisoft Mumbai et prévu pour janvier 2021, puis mars 2021. La sortie est finalement repoussée indéfiniment en février 2021 afin d'améliorer la qualité du jeu. En mai 2022, il est annoncé que le développement est dirigé par Ubisoft Montréal, à l'origine du jeu original. En juin 2024, Ubisoft Toronto a rejoint le développement. Lors de l'Ubisoft Forward 2024, Ubisoft annonce que le jeu est prévu pour 2026.